# 내림나장조
내림나장조(-長調)는 내림나(B♭) 음을 으뜸음으로 하는 장음계이다. 내림나장조의 음계(B flat Major scale)는 B♭ C D E♭ F G A로 구성되어있다.